# Henschel Hs 117
Henschel Hs 117 Schmetterling (nemško Metulj) je bila nemška vodena raketa vrste zemlja-zrak druge svetovne vojne. Obstajala pa je tudi v izvedbi zrak-zrak.

## Zgodovina razvoja
Raketa je nastala v nemškem koncernu Henschel, izumitelj te rakete pa je bil znameniti profesor Herbert Wagner, ki je v tem podjetju že dolgo razvijal različne vrste letečih orožij. Wagner je raketo izumil že leta 1941 vendar je Reichsluftfahrtministerium (letalsko ministrstvo) zavrnilo njegov predlog o začetku testne proizvodnje. Leta 1943 pa je nenehno zavezniško bombardiranje Nemčije prisililo ministrstvo, da je Wagnerju odobrilo izdelavo rakete. Tako so v Henschlu izdelali 59 primerkov rakete, ki so jih preizkušali do decembra 1944. Množična proizvodnja je bila naročena za marec 1945, vendar raketa ni nikoli prišla v enote.
Kasneje so izdelali še prototip iste rakete v izvedbi zrak-zrak (Hs 117H), ki naj bi jo izstreljevala večja letala in, ki naj bi bila učinkovita do razdalje 5 km. Ta raketa ni bila nikoli preizkušena.

## Opis
Raketa je bila »cigaraste« oblike in je imela dve krili ter štiri repne stabilizatorje za usmerjanje in korekturo leta. V nosu rakete je bil bližinski vžigalnik, za njim pa bojna glava. To je dalo raketi bolj obliko raketnega letala kot protiletalske rakete.
Raketa je zaradi velike teže za vzlet potrebovala pomoč v obliki dveh pomožnih motorjev na trdo gorivo, ki sta delovala štiri sekunde in proizvajala moč 17.1 kN (1750 kg). Glavni motor je proizvajal potisk 3.7 kN (375 kg) 33 sekund, nato pa v drugi fazi še 588 N (60 kg) naslednjih 24 s.

### Fizične karakteristike
- Proizvajalec: Henschel
- Motor:

- pomožni motorji: 2 Schmidding 109-553 na trdno gorivo,
- glavni motor: BMW 109-558 na tekoče gorivo

- Gorivo glavnega motorja: dušikova kislina, Tonka (mešanica ogljikovodika)
- Dolžina: 4.2 m
- Premer trupa: 350 mm
- Premer kril: 2 m
- Masa ob izstrelitvi: 420 kg (verjetno brez pomožnih motorjev, ki so tehtali 170 kg)
- Hitrost: 183 m/s (ocene)
- Bojna glava: 100 ali 250 kg (različni viri)
- Doseg: 32 km
- Doseg (višina): 10.7 km
- Vžigalnik: bližinski vžigalnik podjetja Fox
- Vodljivost: radijski valovi